# Linh Dan Pham

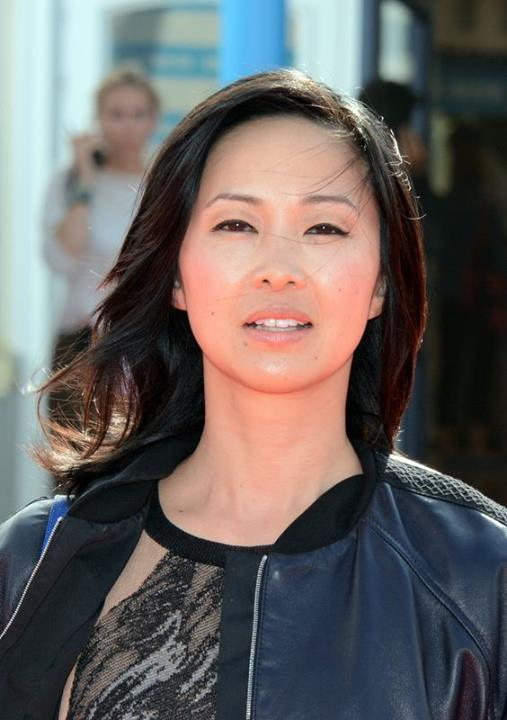
Linh Dan Pham (2013)

Linh Dan Pham (vietnamesisch: Phạm Linh Đan, * 1974 in Sàigòn) ist eine französisch-vietnamesische Schauspielerin.

## Leben
Linh Dan Pham wurde 1974 in Sàigòn, der heutigen Hồ-Chí-Minh-Stadt geboren. Bereits im Alter von einem Jahr verließ sie mit ihren Eltern ihr Heimatland und emigrierte nach Frankreich. Ihre Jugend verbrachte sie in den Banlieues von Paris, darunter Bagneux, Clichy, Issy-les-Moulineaux und Sceaux. Im Jahr 1992 feierte Dan Pham ihr Schauspieldebüt unter der Regie Régis Wargniers. In dem Kriegsdrama Indochine das vor dem Hintergrund des Indochinakrieges spielt, agierte die Vietnamesin als junge Camille, die Adoptivtochter der Plantagenbesitzerin Eliane (gespielt von Catherine Deneuve), die dem luxuriösen Leben den Rücken zukehrt und mit dem Geliebten ihrer Mutter, einem französischen Soldaten (gespielt von Vincent Perez), durchbrennt. Die vierzig Millionen DM (ca. 20,45 Mio. Euro) teure Großproduktion wurde von den Kritikern hochgelobt und erhielt im Jahr 1993 (offizielle Zählung 1992) den Oscar für den Besten fremdsprachigen Film des Jahres. Linh Dan Pham wurde für ihre schauspielerische Leistung als Beste Nachwuchsdarstellerin für den César nominiert, den wichtigsten französischen Filmpreis, musste sich aber der Französin Romane Bohringer (Wilde Nächte) geschlagen geben.
Nach dem großen Erfolg von Indochine war Linh Dan Pham 1994 an der Seite von Nikolai Kinski und F. Murray Abraham in der Titelrolle von Monica Teubners Drama Jamila zu sehen, ehe sie dem familiären und kulturellen Druck nachgab und ihre Schauspielambitionen auf Eis legte. Erst sieben Jahre später nahm Dan Pham ihre Schauspielkarriere wieder auf und begann in New York am renommierten Lee Strasberg Institute zu studieren und Theater zu spielen. Auch Rollenangebote in Frankreich blieben nicht aus und sie erhielt 2005 eine Nebenrolle als begabte und pedantische Pianistin Miao-Lin in Jacques Audiards Drama Der wilde Schlag meines Herzens, in dem sie den zwischen einer Musikkarriere und der Kriminalität tingelnden Tom (gespielt von Romain Duris) unter ihre Fittiche nimmt. Der Film, eine Neuverfilmung von James Tobacks Finger – Zärtlich und brutal aus dem Jahr 1978, war großer Erfolg bei Kritikern und Publikum beschieden. Der wilde Schlag meines Herzens gewann den British Academy Film Award als beste nicht-englischsprachige Produktion des Jahres und wurde bei den Césars 2006 in acht von zehn Kategorien prämiert, darunter als Bester Film und für die Beste Regie. Unter den Gewinnern war auch Linh Dan Pham, die mit dem Preis als beste Nachwuchsdarstellerin geehrt wurde, dreizehn Jahre nach ihrer ersten Nominierung für Indochine. Sie schenkte die gewonnene Trophäe ihren Eltern, die gegen eine Filmkarriere der Tochter gewesen waren.
Ebenfalls im Jahr 2005 folgte eine Nebenrolle in Frédéric Balekdjians Debütfilm Les mauvais joueurs, in dem Linh Dan Pham die schöne Lu Ann spielt, die in einem chinesischen Fastfood-Restaurant in Paris arbeitet und von dem Kleinkriminellen Vahé (gespielt von Pascal Elbé) begehrt wird. Als Vorbereitung für den Film, der auf der Berlinale 2005 mit dem Manfred-Salzgeber-Preis für die innovativste europäische Produktion aus der Panorama-Sektion prämiert wurde, machte Linh Dan Pham ein Praktikum in einem chinesischen Fastfood-Restaurant in der Pariser Rue Saint-Denis. Nach Gastauftritten in Édouard Molinaros Fernsehmehrteiler Les Hommes de coeur und einer Episode der deutschen Fernsehserie Tierärztin Dr. Mertens (beide 2006) arbeitete sie 2007 erneut mit Regisseur Régis Wargniers zusammen. In dem Thriller Pars vite et reviens tard, der gleichnamigen Verfilmung von Fred Vargas’ preisgekröntem Kriminalroman Fliehe weit und schnell, sind u. a. José Garcia, Marie Gillain, Lucas Belvaux und Michel Serrault ihre Filmpartner. Im selben Jahr folgte Marc Caros Sciencefiction-Film Dante 01 in dem sie neben Lambert Wilson und Dominique Pinon den Part der Elisa bekleidete. 2009 gehörte sie neben so bekannten Schauspielerinnen wie Jeanne Balibar, Julie Depardieu, Charlotte Rampling und Karin Viard zum Schauspielensemble von Maïwenn Le Bescos Tragikomödie Le bal des actrices.

## Filmografie (Auswahl)
- 1992: Indochine
- 1994: Jamila

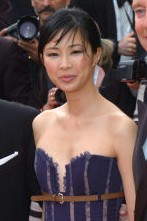
Linh Dan Pham bei den Filmfestspielen von Cannes 2006

- 2005: Der wilde Schlag meines Herzens (De battre mon cœur s’est arrêté)
- 2005: Les mauvais joueurs
- 2006: Les hommes de cœur (Fernsehserie, eine Folge)
- 2006: Tierärztin Dr. Mertens (Fernsehserie, eine Folge)
- 2007: Fred Vargas – Fliehe weit und schnell / Saat des Todes (Pars vite et reviens tard)
- 2007: Dante 01
- 2008: Le bruit des gens autour
- 2009: Le bal des actrices
- 2009: Choi voi
- 2009: Mr. Nobody
- 2009: Ninja Assassin
- 2009: Pigalle, la nuit (Fernsehserie)
- 2010: Tout ce qui brille
- 2011: The Shape of Art to Come (Kurzfilm)
- 2011: Zombie Chéri – From Paris with blood (Kurzfilm)
- 2011: De force
- 2012: Associés contre le crime: L’œuf d’Ambroise
- 2013: Les yeux fermés
- 2013: Le grand méchant loup
- 2014: Divin enfant
- 2015: La vie très privée de Monsieur Sim
- 2021: Blue Bayou
- 2023: Asterix & Obelix im Reich der Mitte (Astérix et Obélix: L'Empire du Milieu)

## Auszeichnungen

### César
- 1993: César-Nominierung für Indochine (Beste Nachwuchsdarstellerin)
- 2006: César für Der wilde Schlag meines Herzens (Beste Nachwuchsdarstellerin)